# 御手洗氏
御手洗氏（みたらいし）は、日本の氏族。

## 甲斐御手洗氏
甲斐国東八代郡に拠を持つ御手洗氏は、藤原氏の流れを汲むと伝わる。甲斐大名の武田信虎・信玄らに仕えていた。その後徳川家康に仕え、家名を残した。

## 筑前御手洗氏
筑前御手洗氏は、玄界灘水軍を率いた清原氏が起源と伝わる。筑前に土着して土豪となった。江戸時代には庄屋となった一族も出たという。

## 豊後御手洗氏
豊後御手洗氏は、大神氏一門佐伯氏の支族。豊後南部の海部郡を拠点とした。

## 御手洗の地名が残る場所
- 秋田県秋田市
- 千葉県印西市
- 岐阜県岐阜市
- 茨城県常陸太田市
- 岐阜県美濃市
- 広島県呉市
- 山口県防府市
- 愛媛県松山市
- 福岡県糟屋郡志免町
- 大分県佐伯市（旧蒲江町）